# Meuselwitz
Meuselwitz is een stad in de Duitse deelstaat Thüringen, gelegen in het district Altenburger Land. De stad telt 9.881 inwoners.

## Delen van Meuselwitz
- Brossen
- Bünauroda
- Falkenhain
- Mumsdorf
- Neupoderschau
- Schnauderhainichen
- Wintersdorf
- Zipsendorf

## Geboren
- Wolfgang Hilbig (1941-2007), schrijver en dichter

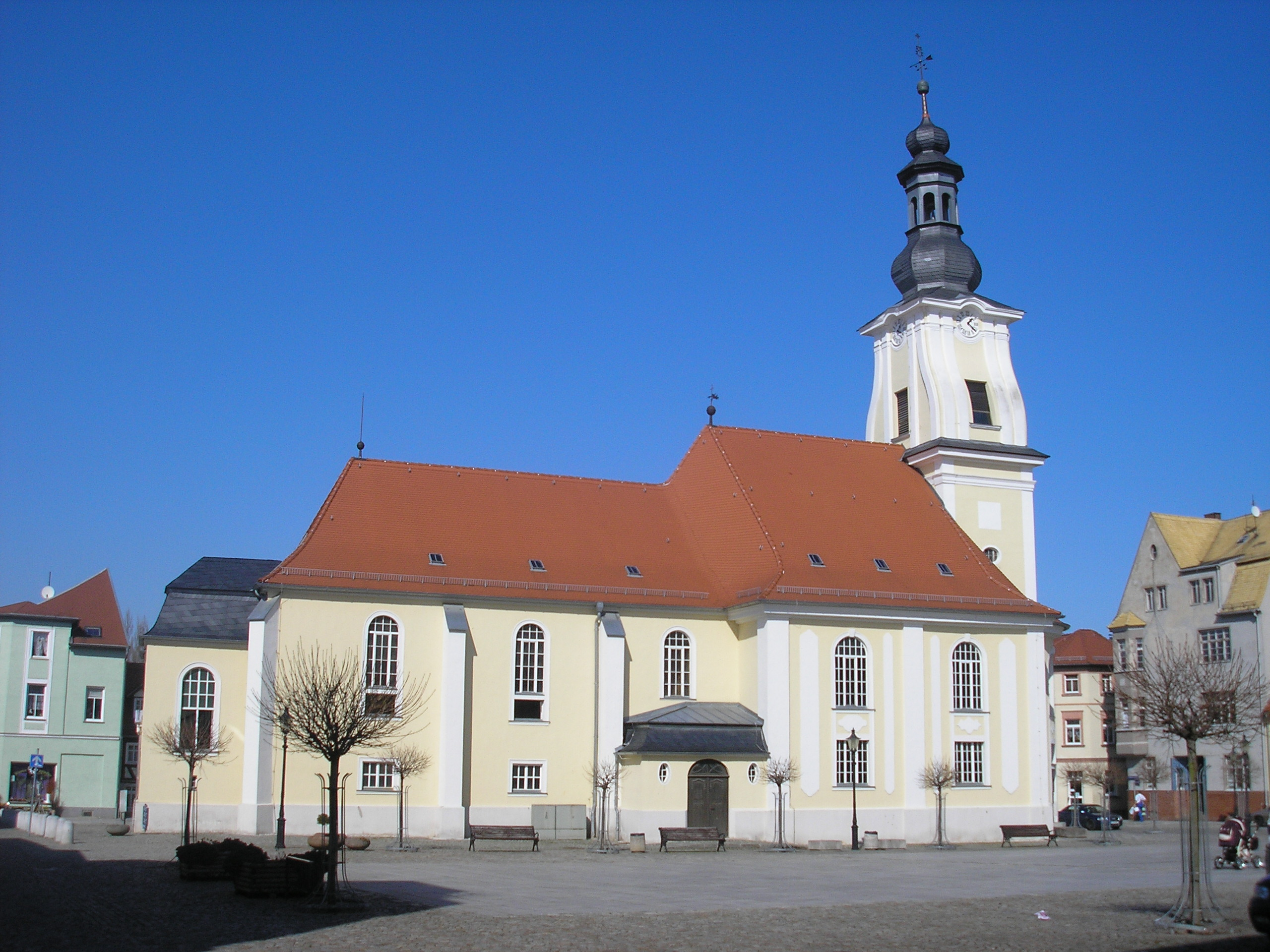
Stadskerk van Meuselwitz